# منتخب قطر لاتحاد الرغبي
منتخب قطر الوطني لاتحاد الرغبي هو ممثل قطر الرسمي في المنافسات الدولية في اتحاد الرغبي .